# Idiastion hageyi
Idiastion hageyi és una espècie de peix pertanyent a la família dels escorpènids.

## Descripció
- La femella fa 9,5 cm de llargària màxima.
- Nombre de vèrtebres: 25.[4]

## Hàbitat
És un peix marí, bentopelàgic i de clima tropical.

## Distribució geogràfica
Es troba a l'oceà Pacífic: les illes Galápagos.

## Observacions
És inofensiu per als humans.